# Said Nursi
Said Nursî (n. 1878, Nurs, provincia Bitlis — d. 23 martie, 1960, Urfa) a fost un important învățat și teolog musulman din Turcia, de origine kurdă.

## Biografie
Said Nursî s-a născut în 1878, într-o familie kurdă din Nurs (de unde și numele de „Nursî”), un sat din provincia Bitlis, în Imperiul Otoman. În copilărie, Said Nursî a studiat cu învățații religioși din orașele din apropierea satului său. În scurt timp, a reușit să memoreze manualele de științe islamice clasice, ceea ce i-a adus renumele de Bediüzzaman („Minunea epocii”). 
Biografii săi îi periodizează viața în trei etape.

### Vechiul Said (1876-1920)
Datorită faimei sale de învățat, a fost invitat de către guvernatorul provinciei Van să locuiască la reședința sa. În biblioteca guvernatorului, Nursî a avut acces la cărțile fundamentale ale patrimoniului islamic. Vorbitor nativ de limbă kurdă, a învățat aici limba turcă și limba arabă. În această perioadă, a planificat înființarea unei universități — numită al-Zahra (română Strălucitoarea) — în zona estică a Imperiului Otoman. Idea lui Nursî era ca noua universitate să contribuie la dezvoltarea regiunii slab dezvoltate prin educație științifică și religioasă. 

### Noul Said (1920-1950)
Gândirea religioasă promovată de acesta și atașamentul față de tradițiile din perioada otomană  l-au făcut un inamic al noului regim republican kemalist. În anul 1925 a fost exilat în orașul Burdur, fiind acuzat că a sprijinit Rebeliunea lui Sheikh Said, cu toate că a negat orice implicare. Ulterior, datorită popularității sale, a fost exilat în satul Barla (din provincia Isparta). Învățăturile sale au atras mulți oameni în zonă. Manuscrisele sale au fost trimise la Sav, un alt sat din regiune, unde au fost copiate în zeci de exemplare de către adepții ideilor sale și trimise apoi tuturor discipolilor săi. 
În anul 1935, Nursî alături de 120 de discipoli ai săi au fost arestați și condamnați pentru opoziție în fața reformelor. 97 dintre discipolii săi au fost achitați, dar Nursî a fost forțat să stea în exil, pe rând, în următoarele localități: Eskișehir, Kastamonu și din 1947 în Emirdağ.

### Al treilea Said (1950-1960)
Said Nursî a fost eliberat în 1949. În ultima parte a vieții sale a locuit la Isparta. După introducerea sistemului pluripartinic i-a îndemnat pe discipolii săi să voteze cu Partidul Democratic al lui Adnan Menderes, susținut de populația rurală și conservatoare. Deoarece Nursî considera comunismul ca fiind cel mai mare pericol al perioadei, el a sprijinit orientarea pro-occidentală a Partidului Democrat, inclusiv aderarea Turciei la NATO, Tratatul de la Bagdad și participarea Turciei la războiul din Coreea. A încercat să-i unească pe musulmani și pe creștini în lupta împotriva comunismului, a ateismului și a materialismului, purtând o intensă corespondență cu Papa și cu Patriarhul Bisericii Ortodoxe din Istanbul.
În 1956, operele sale primesc aprobarea de la autoritățile turce de a fi tipărite.
A murit la Urfa în martie 1960 și a fost înmormântat în același loc în care se presupune că a ajuns și Profetul Avraam. După lovitura de stat, în iulie 1960, la doar câteva luni de la deces, câțiva soldați i-au deschis mormântul și l-au mutat undeva în apropiere de Isparta pentru a preveni venerarea sa de către populație.

## Opera
Scrierile lui Said Nursî trebuie privite în contextul creșterii influenței occidentului european asupra Imperiului Otoman la sfârșitul secolului al XIX-lea și începutul secolului al XX-lea când Coranul și islamul erau atacate în numele științei, al materialismului și al filosofiei pozitiviste, în special. Ca răspuns la aceste atacuri, Nursî a compus uriașa sa operă de peste șase mii de pagini, Risale-i Nur (Epistolele Luminii). Din colecția Risale-i Nur, fac parte tratate precum:
- Sözler (Cuvinte)
- Mektubat (Scrisori)
- Lem'alar (Iluminări)
- Şualar (Torțe)
- Asa-yı Musa (Toiagul lui Moise)
- İşaretu'l-İ'caz (Semnele inimitabilității)
- Sikke-i Tasdik-i Gaybi (Calea de a afla adevărului Tainei)
- Mesnevi-i Nuriye (Mesnevi-ul Luminii)
- İman ve Küfür Muvazeneleri (Paralele între credință și necredință)

În limba română
- Badiuzzaman Said Nursî. 2002. Cuvinte – Din opera Risale-i Nur (Epistolele Luminii). Traducere: George Grigore. Istanbul: Nesil Yayınları. ISBN 975-8499-89-0